# Wyken (West Midlands)
Wyken – dzielnica miasta Coventry, w Anglii, w West Midlands, w dystrykcie metropolitalnym Coventry. W 2011 roku dzielnica liczyła 16 818 mieszkańców. To zawiera Caludon i Oak Farm.